# アンクル船長の館
アンクル船長の館（アンクルせんちょうのやかた）は、かつて広島県尾道市浦崎町境ガ浜に存在した、柳原良平の資料を集めた私立の博物館。2009年9月末をもって閉館された。

## 概要
ツネイシホールディングスの子会社であるボァ・ドゥ・アーみろくの里が運営管理していた。
常石造船常石工場のすぐ側の小高い丘の上にたつ博物館。地上2階建。元々は常石造船が北欧から呼んだ船の設計士の為の宿泊施設だった。
1986年、常石造船がみろくの里に版画工房をつくり、柳原にリトグラフの製作依頼したことで、柳原がみろくの里に通うようになった。1994年2月の工房の火災で作品が焼失したことを機に、その宿泊施設を改築し、柳原個人が保有して難をまぬがれた作品やサントリーから提供された資料を展示する「アンクル船長の館」として1995年9月22日に開館した。
柳原のスケッチ・リトグラフ・絵画の他に、海外旅行先で集めた船の模型や船の装飾品、玩具やサカナのコレクション等が陳列されており、2階には柳原の自宅からそっくりそのまま持ち込んだアトリエが再現されていた。
トリスバーも再現されており、トリスのハイボールが1杯無料で提供され、1960年代に放映されていたトリスウイスキーのテレビCM、当時の新聞広告やその原画を見ることができた。
2009年9月30日をもってツネイシホールディングスの諸事情により閉鎖された。柳原も、その閉館を惜しんだ。
展示品の一部は、大阪府大阪市住之江区にある大阪市立の海洋博物館『なにわの海の時空館』に移設された。